# شعير قرطبي
شعير قرطبي (الاسم العلمي: Hordeum cordobense) هي نوع نباتي يتبع جنس الشعير من الفصيلة النجيلية.  